# Komanti
Komanti er en af arawak-indianernes ånder/forfædre. De gamle arawak-indianere kalder man i dag maroner (eller marooner). De lever i Sydamerika i Surinams jungle.
| Folkeslag | Spire Denne artikel om folkeslag eller etnografi er en spire som bør udbygges. Du er velkommen til at hjælpe Wikipedia ved at udvide den. |